# 第3次桂内閣
第3次桂内閣（だいさんじ かつらないかく）は、陸軍大将、内大臣、侍従長、貴族院議員の桂太郎が第15代内閣総理大臣に任命され、1912年（大正元年）12月21日から1913年（大正2年）2月20日まで続いた日本の内閣。

## 内閣の顔ぶれ・人事
国務大臣
1912年（大正元年）12月21日任命。在職日数62日（第1次、2次、3次通算2,886日）。
| 職名 | 代 | 氏名       | 氏名 | 出身等                        | 特命事項等             | 備考              |
| --- | -- | ---------- | ---- | ----------------------------- | ---------------------- | ----------------- |
| 内閣総理大臣 | 15 | 桂太郎     |      | 陸軍大将 公爵                 | 外務大臣兼任           |                   |
| 外務大臣 | 25 | 桂太郎     |      | 陸軍大将 公爵                 | 内閣総理大臣兼任       | 1913年1月29日免兼 |
| 外務大臣 | 26 | 加藤高明   |      | 外務省 男爵                   |                        | 1913年1月29日任   |
| 内務大臣 | 24 | 大浦兼武   |      | 貴族院 無所属 （茶話会） 子爵 |                        |                   |
| 大蔵大臣 | 15 | 若槻禮次郎 |      | 大蔵省                        |                        | 初入閣            |
| 陸軍大臣 | 10 | 木越安綱   |      | 陸軍中将 （陸士旧1期） 男爵   |                        | 初入閣            |
| 海軍大臣 | 6  | 斎藤実     |      | 海軍大将 （海兵6期） 男爵     |                        | 留任              |
| 司法大臣 | 17 | 松室致     |      | 司法省                        |                        | 初入閣            |
| 文部大臣 | 23 | 柴田家門   |      | 貴族院 無所属 （茶話会）      |                        | 初入閣            |
| 農商務大臣 | 23 | 仲小路廉   |      | 貴族院 無所属                 |                        | 初入閣            |
| 逓信大臣 | 20 | 後藤新平   |      | 内務省 男爵                   | 鉄道院総裁、拓殖局総裁 |                   |
| 1. 辞令のある留任は個別の代として記載し、辞令のない留任は記載しない。 2. 臨時代理は、大臣空位の場合のみ記載し、海外出張時等の一時不在代理は記載しない。 3. 代数は、臨時兼任・臨時代理を数えず、兼任・兼務は数える。 |    |            |      |                               |                        |                   |

内閣書記官長・法制局長官
1912年（大正元年）12月21日任命。
| 職名 | 代 | 氏名       | 氏名 | 出身等        | 特命事項等   | 備考 |
| --- | -- | ---------- | ---- | ------------- | ------------ | ---- |
| 内閣書記官長 | 17 | 江木翼     |      | 内務省        |              |      |
| 法制局長官 | 14 | 一木喜徳郎 |      | 貴族院 無所属 | 内閣恩給局長 |      |
| 1. 辞令のある留任は個別の代として記載し、辞令のない留任は記載しない。 2. 臨時代理は、大臣空位の場合のみ記載し、海外出張時等の一時不在代理は記載しない。 3. 代数は、臨時兼任・臨時代理を数えず、兼任・兼務は数える。 |    |            |      |               |              |      |

勢力早見表
※ 内閣発足当初（前内閣の事務引継は除く）。
| 出身   | 国務大臣 | その他         |
| ------ | -------- | -------------- |
| 貴族院 | 3        | 法制局長官     |
| 軍部   | 3        | 国務大臣のべ4  |
| 官僚   | 3        | 内閣書記官長   |
| その他 | 0        |                |
|        | 9        | 国務大臣のべ10 |

## 内閣の動き
1900年代の日本の政治は、官僚機構（藩閥）の主宰者の地位にあった桂太郎と、衆議院第一党の座を維持した立憲政友会（西園寺公望総裁）との連携によって成り立ち、桂・西園寺両名が交互に首相に就任していた（桂園時代）。しかし、政権内部では、藩閥勢力の最大実力者で、政党内閣制への導入を嫌う山縣有朋筆頭元老と、西園寺総裁にかわって政友会を取り仕切り、地方への利益誘導を図る原敬を中心に、権力闘争が常に起こっており、1911年の第2次西園寺内閣成立後には、桂園の一方の雄であった桂は、山縣・原の双方からその微温的な態度を敬遠され、1912年8月、明治天皇の崩御を口実として、山縣の推挙で内大臣兼侍従長という宮中職をあてがわれ、事実上の政界引退に追い込まれた。
同年11月、二個師団増設問題が勃発。当初は陸軍と政友会との予算獲得の争い、条件闘争に過ぎなかったが、政界復帰を目論んだ桂が侍従長の権限を用いて山縣と原の間の連絡をかき乱した結果、事態はエスカレート、陸軍は上原勇作陸軍大臣を引き上げ、後任の大臣を出さないことによって、西園寺内閣を総辞職に追い込んだ（軍部大臣現役武官制）。後任の首相には元老会議の推薦により桂が推挙され、桂は政界復帰を果たす。周囲は、桂が引き続き政友会と連携して政権を運営するものと見ていたが、政友会（特に原）の利益誘導の態度に嫌気がさした桂は、政友会以外の新党の結成を以前から企図しており、首相就任を機に、「桂新党」の結成に乗り出す。
しかし、この西園寺内閣の崩壊、桂の再度の首相就任が、山縣と桂が示し合わせた陰謀であるとみなされ、「憲政擁護・門閥打破」を掲げた第一次護憲運動が、民間で湧き上がる。桂は、政友会をはじめとする各政党から議員を大量に引き抜き、綱領を示せば輿論の支持は得られると考えて新党結成に突き進むが、肝心の政友会からの合流はほぼ皆無で、更に議事堂が連日群衆に取り囲まれ、出入りする大臣や「桂新党」の議員の身が危険にさらされるまでエスカレートする。
2月9日、桂は最終手段として大正天皇の詔勅（優詔、御沙汰）を引き出し、西園寺、原ら政友会首脳も一旦は矛を収めることに同意する。しかし、西園寺が自党の代議士の説得に失敗、勅旨貫徹に失敗した西園寺は責任を取って総裁を辞職する。進退窮まった桂は、2月10日、内閣総辞職を決意するに至った（大正政変）。在任期間は62日間で、第1次岸田内閣（38日間）、第1次石破内閣（42日間）、東久邇宮内閣（54日間）に次いで史上第4位の短命内閣になった。
政変後、原が総裁に就任した政友会は、桂の後継として大命を受けた山本権兵衛首相を支えることで与党復帰を果たす。一方、桂は直後に病死したが、第3次桂内閣で政界進出した加藤高明がその遺志を継いで立憲同志会を結成、のちに政友会と二大政党を形成する立憲民政党の母体となった。